# Грігорешть (Молдова)
Грігорешть (рум. Grigorești) — село у Синжерейському районі Молдови. Входить до складу комуни, адміністративним центром якої є село Алексендрень.

## Населення
За даними перепису населення 2004 року у селі проживали 1278 осіб.
Національний склад населення села:
| Національність       | Кількість осіб | Відсоток |
| -------------------- | -------------- | -------- |
| молдавани            | 1202           | 94,1%    |
| українці             | 55             | 4,3%     |
| росіяни              | 19             | 1,5%     |
| інша / без відповіді | 2              | 0,2%     |
| Всього               | 1278           | 100%     |